# Bø (Drangedal)
Bø is een plaats in de Noorse gemeente Drangedal in de fylke Telemark.